# Alliances

Symbool van Alliances

Alliances is een uitbreidingsset voor het TCG Magic: The Gathering. Het is de tweede set uit de Ice Age Block en volgt de set Ice Age op.

## Details
Alliances werd uitgebracht op 10 juni 1996 en bestaat uit 199 kaarten, verdeeld over 46 rares, 43 uncommons en 199 commons. 55 Kaarten verschenen in twee versies, die enkel verschilden van artwork. Tussen de uitgave van Ice Age en Alliances werd de uitbreidingsset Homelands uitgebracht, en deze drie werden aanvankelijk gezien als zijnde een block. Omdat de verhaallijn van Homelands niet samenvalt met die van Ice Age en Alliances, kon er niet gesproken worden van een cycle. Daarom bracht Wizards of the Coast in 2006 Coldsnap uit, een set die Ice Age en Alliances in verhaal zou vervolledigen, zodat deze drie sets nu samen een block en een cycle vormen.
De development codename van Alliances was Quack. De expansion code luidt ALL en het expansion symbol is een wapperende vlag.
Samen met Chronicles is Alliances de enige set die verkocht werd in booster packs met twaalf kaarten, in tegenstelling tot de gebruikelijke 15. Ook werd er met deze set geëxperimenteerd met een uitgebreider gamma aan rarities: kaarten van een bepaalde rarity konden onderling nog verschillen in zeldzaamheid doordat ze een, twee of drie keer gedrukt waren op een vel.